# Lucio Massari

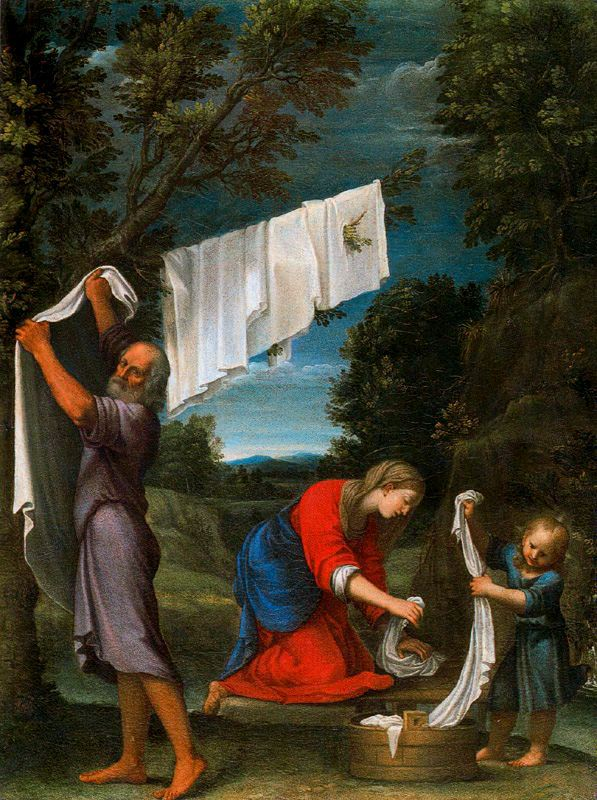
Sagrada Família, Uffizi, Florència

Lucio Massari (Bolonya, 1569 - Bolonya, 1633), va ser un pintor italià del primer Barroc, actiu principalment a la seva ciutat natal.

## Biografia
Es va formar al taller de Bartolomeo Passerotti, de qui va adquirir un estil naturalista i proper a l'últim manierisme. També va ser decisiva la influència de Bartolomeo Cesi, artista molt proper a l'esperit de l'Alt Renaixement, que va tenir gran importància en l'art de Massari.
A la mort de Passerotti (1592), Lucio es va acostar a l'òrbita d'influència dels Carracci, atret sobretot pels germans Annibale i Agostino. Aquesta influència es pot observar en els seus frescos de l'Oratori de Sant Colombano (1600), especialment en la Crucifixió, d'una simetria arcaïtzant.
En obres posteriors, com Mare de Déu amb sants de Santa Maria dei Poveri, encara que el dibuix és molt proper a Annibale Carracci, Massari mira directament cap al classicisme de Rafael. Les seves contribucions en la decoració del claustre de San Michele in Bosco li deuen molt a Ludovico Carracci, encara que els fons arquitectònics de cada escena semblen augurar els seus posteriors contactes amb Domenichino.
Un viatge a Roma el 1610, sota la protecció del Cardenal Facchinetti, reforça les conviccions classicistes de Massari. Allà va poder admirar els frescos que Domenichino va realitzar a l'Abadia de Grotaferrata (Trobada de Sant Nil i l'emperador Otó III i Construcció de l'Església Abacial, 1609-1610). El seu treball a la Certosa di Galluzzo, completant l'obra que Bernardino Poccetti va deixar inacabada el 1597, mostra ja un classicisme extrem, de gran claredat compositiva i excel·lent execució.
Va tornar a Bolonya el 1614, per tornar a marxar amb Francesco Albani per treballar a Màntua. Sembla que en aquesta etapa de la seva vida va abandonar gairebé totalment la pintura per dedicar-se a gaudir de la bona vida.
Entre els seus alumnes cal esmentar a Sebastiano Brunetti, Antonio Randa i Bonaventura Bisi.

## Obres destacades
- Frescos de l'Oratori de Sant Colombano, Bolonya (1600)
- Mare de Déu amb sants (1603, Santa Maria dei Poveri, Bolonya)
- Frescos de San Michele in Bosco, Bolonya (1604)
- Visitació(1607, Santa Caterina, Bolonya)
- Triomf de David(Galleria Pallavicini, Roma)
- Frescos de la Capella de les relíquies a la Certosa di Galluzzo (1612). Començats per Bernardino Poccetti, i acabats per Massari.
  - Martiri de Sant Llorenç
  - Martiri de Sant Esteve
  - Matança dels Innocents
- Retaule(Santa Maria in Guadián, San Giovanni in Persiceto)
- Enterrament de Crist(Museum of Fine Arts, Boston)
- Sagrada Família(Uffizi, Florència)